# Partito Socialista Britannico
Il Partito Socialista Britannico, in inglese British Socialist Party (BSP), è stato un partito politico di ispirazione marxista, fondato nel Regno Unito nel 1911. Nel 1920 contribuì alla fondazione del Partito Comunista di Gran Bretagna, nel quale confluì.